# Серторіанська війна
Серторіанська війна, або Серторієва війна (лат. Bellum Sertorium) — збройний конфлікт 80 – 72 років до н. е. на території Римської Іспанії між представниками режиму Луція Корнелія Сулли, що був встановлений на той час у Римі, та колишніми маріанцями на чолі із Квінтом Серторієм, на боці якого виступали також деякі іспанські племена та місцеві громади. Серторіанська війна стала складовою громадянських воєн у Римі I ст. до н. е.
Квінт Серторій у 83 – 81 роках до н. е. перебував на посаді намісника провінції Близька Іспанія, та був звідти вигнаний сулланцями у 81 р. до н. е. 80 року до н. е. він повернувся на Піренейський півострів з Мавретанії, вступає в союз із місцевими племенами, встановлюючи свою владу над значною частиною іспанських провінцій Риму. Сулланський режим зосереджує проти нього суттєві сили, на чолі яких був із 79 року Квінт Цецилій Метелл Пій та Гней Помпей Великий — із 76 року. Під час збройного конфлікту Серторій вдало використовував тактику партизанської війни й періодично здобував перемоги над римськими військами. Його союзником став цар Понту Мітрідат VI Евпатор. 76 року до н. е. війська Помпея були розбиті поблизу Лаврона, в 75 році — на річці Сукрон (зараз Хукар). Проте після 75 року територія так званої «Держави Серторія» постійно зменшувалась. 73 року до н. е. Серторій був вбитий змовниками на чолі з Марком Перперною, що викликало безлад у стані серторіанців. Це послабило їхні війська, через що Помпей здобув перемогу у вирішальній битві.

## Становище Іспанії до війни

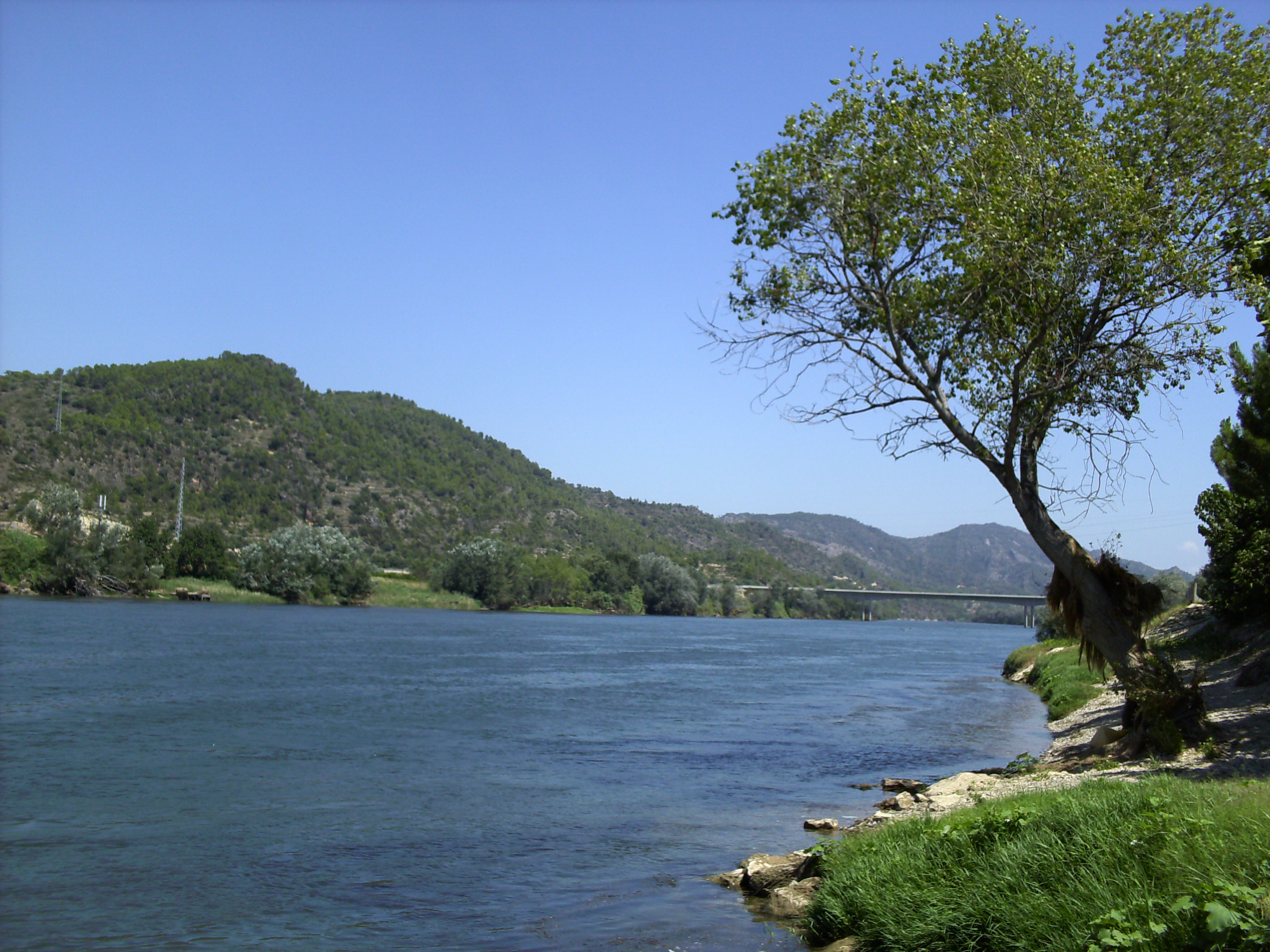
Річка Ебро (в античну епоху — Ібер) у нижній течії.

197 року до н. е. римські володіння в Іспанії об'єднувались у дві провінції. Близька Іспанія простягалась узбережжям Середземного моря від нижньої й середньої течії р. Ібер до Нового Карфагена, що був адміністративним центром провінції. Далека Іспанія, із центром у Кордубі, займала області Бетику та Лузітанію. Остаточно цей поділ був впроваджений після Македонських війн, у 167 році до н. е. Римське завоювання Іспанії, що почалося під час Пунічних війн, тривало в ході конфліктів 181—133 років до н. е., зокрема під час Кельтіберської, а також Віріатової та Нумантинської воєн.
За Юлієм Циркіним, можна виділити три територіальні зони за ступінню романізації. До першої, де позиції римлян були найміцніші, належить середня течія Ібера, середземноморське узбережжя та землі на південь від річки Ана. Тут розташовувались міста Тарракон, Валентія, Новий Карфаген, жителі яких перебували у становищі підданих, утримували римські гарнізони, не мали власної зброї та платили трибут. Це були території, заселені переважно іберами, на яких також селилися ветерани, представники ділових кіл та збіднілі селяни. До другої зони романізації належали гірські райони у верхів'ях Бетіса, нижня течія Ібера. Ці території займали переважно кельтібери, ветони та ваккеї. Римляни користувалися родовищами на цих територіях, вели активну торгівлю. Проте тут розташовувались васали Риму, які теж платили трибут та виставляли допоміжні війська. Намісники інколи брали у деяких громад заручників чи переселяли окремі племена на рівнини. Лузітанія та Галекія, що займала південно-західну частину Піренейського півострова, належала до третьої зони, де процес романізації ще не почався. Це був економічно нерозвинутий регіон, в якому лише збиралася данина. Астури, кантабри та васкони на Півночі взагалі не були підкорені Республікою .
Міські громади, які підкорялись намісникам, займали різне положення, зокрема вони належали до категорій вільних, чи з латинським устроєм, та підданих, або підкорених. До підданих належали частина фінікійських та грецьких колоній (Малака, Ебес, Емпоріон, іспанський Сагунт). Римських колоній в Іспанії на той час ще не було. Статус латинських мали: Ілерда, Картея (171 р. до н. е.), Італіка, Кордуб (заснована у 169—168 рр. до н. е.). Багато міст карбували свої монети з легендами латинською. Засновані намісниками були Гракхуріс та Тарракон. Землі підданих громад належали до ager provincialis, але мали внутрішню автономію; положення підкорених громад не регулювалось жодними законами. Всі міста прагнули бути залученими до загальноримських справ, як повноправні частини Римської держави.

## Передісторія
У 88 році до н. е. через внутрішньополітичну боротьбу в Римській республіці почалася громадянська війна. За програмою Публія Сульпіція Руфа мав бути виконаний перерозподіл нових громадян-італіків за всіма трибами, а Луцій Корнелій Сулла — позбавлений командування у війні з Мітрідатом, яке мало бути передане Гаю Марію. Сулла здійняв повстання, захопив Рим та стратив Сульпіція. Марій втік з Італії. Проте, коли Сулла відплив з військами із Брундізію, новий консул Луцій Корнелій Цинна взяв в облогу Рим. Одну із чотирьох армій Цинни очолював Квінт Серторій, що походив із землі сабінів.
Навесні 83 року до н. е. Сулла повернувся до Італії. Почався новий етап громадянської війни. Наприкінці року, Квінт Серторій був призначений маріанцями намісником Близької Іспанії, або, за Плутархом, втік до Іспанії задля влаштування прихистку для маріанців.

### Напередодні війни

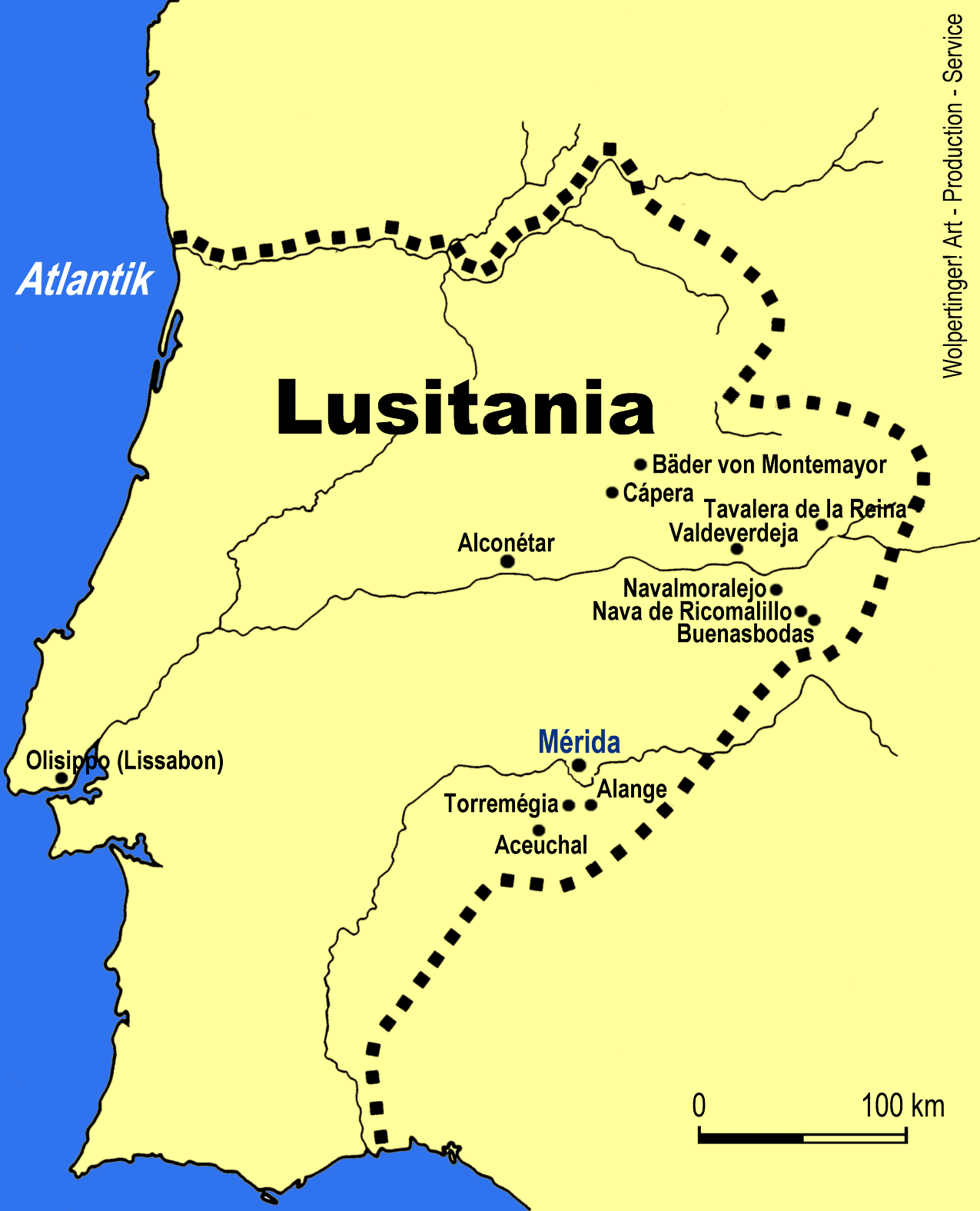
Карта Лузитанії

Квінт Серторій вирушив до Іспанії, скоріше всього, із невеликим загоном наприкінці 83 або на початку 82 р. до н. е., його квестором був Луцій Гіртулей . «Попередні намісники не хотіли прийняти його» за Аппіаном, тобто імовірно, що Серторій був змушений силою захопити владу в провінції, розбити сулланців чи підкорити місцеві племена. Серед його заходів на місці можна виокремити зниження рівня податків, зміну розташування військових підрозділів (виведення їх із міст до передмість), налагодження відносин із племінною верхівкою, будівництво флоту. Попри «помірковане й бездоганне правління», Серторій спирався на римських та італійських колоністів, серед яких всі здатні тримати зброю були залучені до армії. Його військо нараховувало близько 9 тисяч.
Після перемоги Сулли в Італії, ім'я Квінта Серторія було внесене в перший проскрипційний список. Новим намісником Близької Іспанії Сулла призначив Гая Аннія Луска, що навесні 81 р. до н. е. перейшов Піренеї із 20 тис. війська.
На шляху Гая Аннія Луска став Лівій Салінатор, один із командирів Серторія, із 6 тисячами воїнів. Проте Салінатор був вбитий зрадником, війська залишили позиції. Серторій із залишками своїх загонів втік до Нового Карфагену, де сів на кораблі. Відступ з Іспанії може бути пояснений падінням бойового духу в армії, відсутністю підтримки з боку кельтіберів.
Переправившись до Мавретанії, Серторій зазнав втрат у сутичці з місцевими племенами, а тому повернувся до Іспанії, у район Малаки, де був розбитий за допомогою кілікійських піратів. Втікачі зайняли також острови Пітіуса, біля яких флот Серторія зазнав поразки від флоту Гая Аннія. Через десять днів, з невеликою кількістю легких кораблів повстанці пройшли Гадеською затокою, повернувшись до Іспанії, у район р. Бетіс. Вони розраховували на допомогу місцевих провінціалів, проте надії не справдились. Серторію знову прийшлося повернутися до Мавретанії.
У Мавретанії на той момент йшла громадянська війна, в якій Серторій зайняв сторону чинного царя. В Тингісі був узятий в облогу скинутий з трону раніше Аскалід, якого підтримували кілікійські пірати та суланці на чолі із Вібієм Пакціаном із Далекої Іспанії. Вони були розбиті Серторієм, солдати Пакціана перейшли на сторону повстанців.
Після цієї події до Серторія прибули посли лузітанів, які запропонували стати їх вождем. Можливо, Серторій заздалегідь направив своїх людей до Лузітанії, адже вони «дізнались про характер Серторія від його супутників». З лузітанами був укладений союз. Дії Серторія можуть свідчити, що він або зрадив Римській республіці чи порвав з нею, або діяв нетрадиційно у внутрішньополітичній боротьбі, переслідуючи свої цілі.

## Початок війни
У 80 р. до н. е. Серторій висадився в Іспанії поблизу міста Белона із загоном, що включав у себе 2600 римлян і 700 мавретанців. До або після цієї події біля Меларії була розбита флотилія сулланця Гая Аврелія чи його брата, Марка Аврелія Котти. Біля Белона більше 4 тисяч лузітанів приєдналось до Серторія, війська якого складали вже біля 8 тисяч, яким протистояли 15-20 тисяч військ намісника Далекої Іспанії Луція Фуфідія, що не повною мірою контролював ситуацію у регіоні. Плутарх описує, що намісник мав «120 тисяч піхоти, 6 тисяч вершників, 2 тисячі стрільців й пращників», повторюючи події 74 р. до н. е. Марк Доміцій Кальвін у Близькій Іспанії мав ще два легіони.
Сторони конфлікту зійшлися біля р. Бетіс, недалеко від Гіспаліса, де Луцій Фуфідій зазнав поразки, втративши дві тисячі воїнів. Після чого, ймовірно, Серторій зайняв частину Далекої Іспанії та Лузітанії. Там його підтримали двадцять полісів, а сам він отримав владу стратега-автократора. Серторій почав видавати себе за людину, що розмовляє з богами. Подаровану йому білу лань він оголосив «божественним подарунком Діани». Ймовірно, такий вибір священної тварини був пов'язаний з місцевим культом лані.
У 79 році до н. е. квестор Серторія Луцій Гіртулей на чолі війська, що імовірно складалось із провінціалів, розбив у Близькій Іспанії Марка Доміція Кальвіна, який загинув у бою.

## Бойові дії Метелла Пія

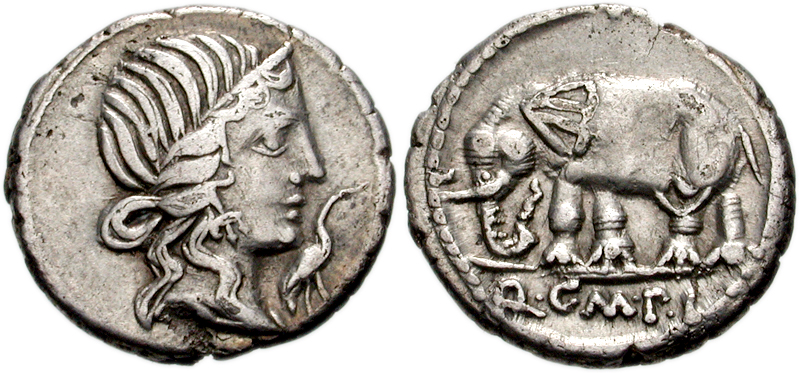
Срібний денарій Квінта Цецилія Метелла Пія, 81 рік до н. е.

Після невдач сулланських військ в Іспанію був спрямований консул 80 року до н. е. та двоюрідний брат жінки Сулли — Квінт Цецилій Метелл Пій, на чолі чотирьох легіонів та допоміжних військ. За Плутархом, сконцентровані проти Серторія 128 тисяч військ могли мати у своєму складі, крім вояків Метелла Пія, сили намісників Далекої Іспанії та Нарбонської Галлії. Війська Серторія налічували до 150 тисяч воїнів. Серторіанці обрали тактику партизанської війни, нападаючи на війська противника при розбудові табору чи діючи на комунікаціях, за облоги певного міста, утруднюючи забезпечення.
У 79 році до н. е. легат Метелла Луцій Торій Бальба зазнав поразки у битві біля Консабура у Близькій Іспанії, від Луція Гіртулея. 78 року до н. е. Метелл рухався на захід, спустошуючи усі землі на своєму шляху, взявши в облогу місто Лакобріга. Проте Серторій зміг забезпечити місто двома тисячами міхів із водою, при цьому знищивши легіон Метелла, який потрапив у засідку. Метелл був змушений перейти до оборони в Турдетанії. На допомогу йому вирушив намісник Нарбонської Галлії Луцій Манлій із трьома легіонами, що був розбитий біля Ілерди. Військо Манлія було добите гальськими племенами.
Узимку 78-77 років до н. е. із Сардинії до Серторія приєднався Марк Перперна, що очолював залишки військ повсталого Марка Емілія Лепіда — 53 когорти. Можливо, відбулася боротьба за владу між Серторієм та Перперною.

## Держава Серторія

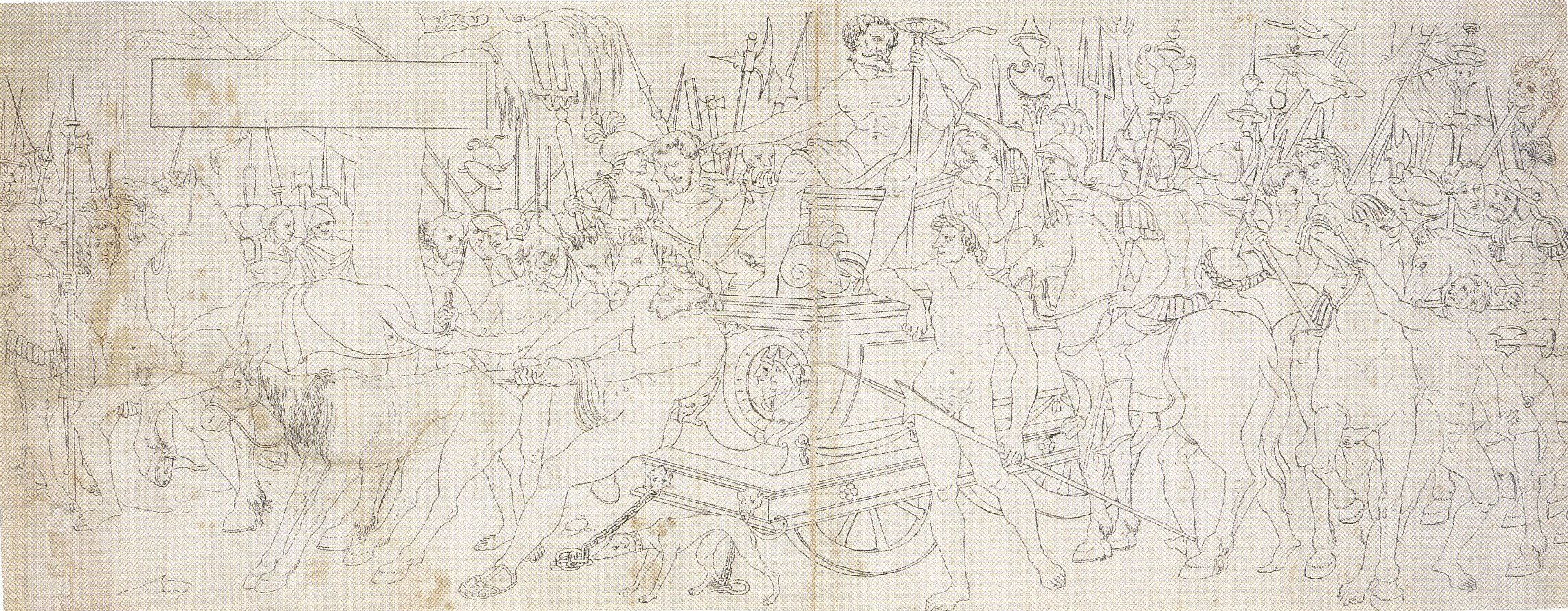
Setorius and the Example of the Horses, after Hans Holbein the Younger

Восени 77 р. до н. е. Держава Серторія досягла найбільшого територіального розширення своїх володінь, займаючи Лузітанію, центральну частину Піренейського півострова, частково Далеку Іспанію, середземноморське узбережжя, за винятком деяких міст, середню течію Іберу та землі на північ від річки, охоплюючи приблизно половину усієї території Іспанії. За Аппіаном, владу Серторія визнали деякі суміжні області. Ні Серторій, ні його полководець Гіртулей не змогли закріпитися у долині Бетіса. Про це свідчить ушанування Метелла у Кордубі після однієї з його перемог. За Цицероном, Гадес продовжував забезпечувати Рим під час війни, хоча й не мав власної сільськогосподарської території. Найбільшим містом, що підтримало Серторія на середземноморському узбережжі була Валентія, заснована свого часу для переселених лузитан Децимом Юнієм Брутом. Морською базою серторіанців було місто Діаній, попри те, що ні до, ні після воно не було великим портом. Проте Діаній було добре захищено самою природою.
Окремі представники сулланського режиму побоювались поширення бойових дій на Італію. Зокрема, Луцій Марцій Філіп у своїй промові застерігав сенат про союз Серторія і Лепіда. У Римі жодного разу не піднімалося питання про амністію для Серторія, який не мав великої кількості прихильників у Італії.
Внутрішній устрій держави Серторія мав подвійний характер. З одного боку це був союз іспанських громад, що охоплював чи не всю романізовану частину Іспанії. Серторій керував ним частково як військовий командувач, а також як патрон окремих міст, племен та представників місцевої знаті, що присягали йому як своєму вождю, входили у склад його дружини. З іншого боку це була політична структура влаштована за римським зразком, якою Серторій керував як призначений проконсул — представник легальної влади, що опинилась у вигнанні.
З сулланської точки зору влада Серторія була нелегітимною з моменту вступу в союз із лузітанами. Консультативний орган, що офіційно йменувався сенатом, імовірно був створений Серторієм у 78 або 76 році до н. е. Можливість для створення сенату на практиці з'явилася після прибуття із Перперною осіб сенаторського походження та римської знаті, зокрема патриція Луція Корнелія Цинни, Луція Фабія Іспанського, Манія Антонія, Гая Геренія, Марка Марія та інших. Реальна влада сенату визначається зазвичай за свідченнями Марка Перперни та за обставинами обговорення умов союзу з Мітрідатом. Існують припущення, що при управлінні серторіанською Іспанією застосовувався принцип колегіальності, які спираються на скарги Перперни про те, що проконсул перестав радитись із оточенням, та свідченнях Цицерона про спрямування Мітрідатом послів до полководців. За Тітом Лівієм, після загибелі Серторія до Перперни перейшов деякий «Imperium partium».
Серторій призначав з кола своїх сенаторів преторів («стратегів») та квесторів. Намісником провінції Азія у званні претора був призначений Марк Марій, який до цього був квестором у провінції Далека Іспанія, в той час як Луцій Гіртулей — у Близькій Іспанії. Можливо, квестор призначався у провінцію Азія. За римською традицією при Серторії діяла військова рада полководця та з'їзд союзних (socii) общин на кшталт «Consilium provinciae».
Столицею Серторія було місто Оска (іберійський Больскан — сучасна Уеска у Арагоні), де активно працював монетний двір. Монети, що випускав Серторій, були місцевого, а не римського типу, тому припускається, що вони використовувались для торгівлі з місцевим населенням. Зберігався римський поділ на провінції: Близька Іспанія (Кельтіберія) та Далека Іспанія (Лузітанія) з центрами Оска та Ібора.
Іспанське населення не допускалося до влади, проте масово надавалося римське громадянство тим, хто підтримав державу зі зброєю в руках, що підтверджується епіграфічними знахідками зі згадкою Серторіїв та Перпернів.
У місті Оска була створена школа за римським зразком для дітей місцевої знаті, що вдягали на себе претексти та булли. Вони мали бути зараховані до стану вершників, а також слугували як заручники.
Військо Серторія поділялось на когорти, при цьому легіони не згадуються. Командирський склад був створений за рахунок римлян та італіків, хоча місцеві загони очолювались племінними вождями. Впроваджувалося римське озброєння, військовий стрій, сигнали й команди. Спроби запровадити початки дисципліни демонструє історія про двох коней, яку розповів Плутарх.

### Союз Серторія йМітрідата

Області античної Малої Азії

Протягом 76-74 років до н. е. був укладений союз між Мітрідатом Понтійським та Серторієм. За Аппіаном та Орозієм, ініціатива належала офіцерам Гая Флавія Фімбрії, що знаходились при понтійському дворі — Луцію Магію та Луцію Фаннію, які переконували Мітрідата у силі армії Серторія. За Цицероном, вони купили міопарон у Гая Ліцинія Верреса, на якому здійснювали плавання від Діанія до Сінопи. Умовами договору було отримання Серторієм 40 кораблів й трьох тисяч талантів сріблом. До Мітрідата натомість вирушав загін, на чолі з Марком Марієм, й відходили васальні царства Віфінія, Каппадокія, а за Аппіаном, ще й Галатія, Пафлагонія та Азія. Вони гарантували контроль над Боспорською протокою та сирійський торговий шлях. За Плутархом, Серторій категорично відмовився віддавати провінцію Азія. На думку К. Ф. Конрада, забезпечення війська Серторія жалуванням у 75-74 рр. до н. е. відбувалось за рахунок Мітрідата.

## Помпей проти Серторія

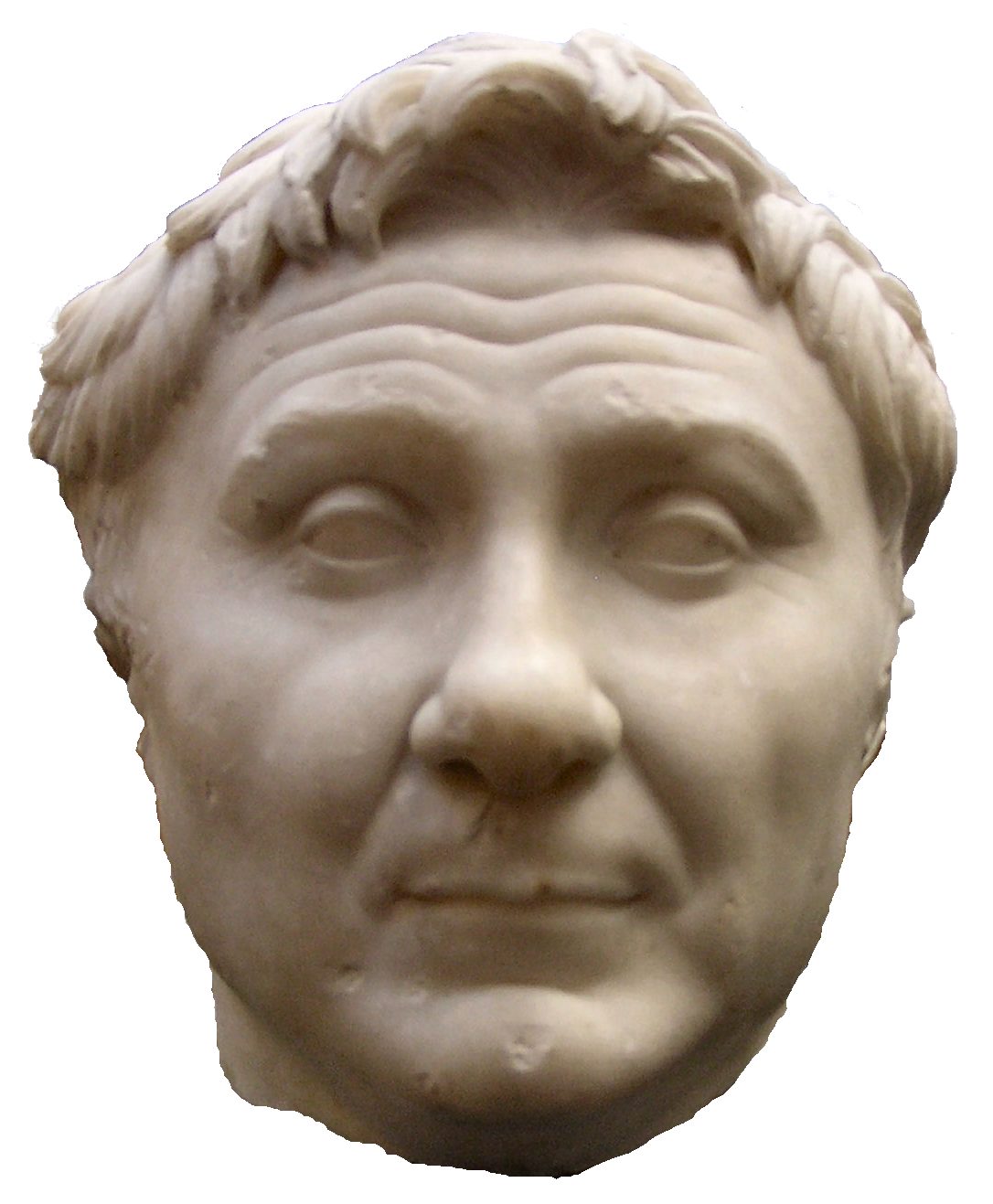
Гней Помпей Великий. Бюст із Нової гліптотеки Карлсберга в Копенгагені

Гней Помпей перейшов Піренеї наприкінці 77 — на початку 76 року до н. е.  У Новому Карфагені висадився його квестор Гай Меммій. На сторону Помпея перейшли племена індикетів та лацетанів.
У цей час, Серторій взяв в облогу місто Лаврон, якому вирішив допомогти Помпей із 30 тисячами піхоти, тисячею вершників та допоміжними силами. Частини забезпечення Помпея потрапили у засідку; їм на виручку був відправлений один легіон, який потрапив в оточення. В результаті Помпей відступив до Піренеїв, а серторіанці взяли Лаврон.
75 року до н. е. Перперна та Геренній почали діяти проти Помпея на північному сході, Гіртулей — захищатися на півдні від Метелла, а Серторій — діяти у верхів'ях Ібера. Помпей перейшов Ібер й дійшов до Валентії, завдавши поразки Перперні й Гереннію, який загинув із 10 тисячами. Валентія була взята й розгромлена. Метелл розгромив Гіртулея біля Італіка, що прийняв бій, аби не допустити об'єднання сил помпеянців.
На річці Сукрон відбулася велика битва між Серторієм та Помпеєм, в якій помпеянці були розбиті. Проте Серторій відступив через наближення Метелла. Відхід Серторія із середземноморського узбережжя до Сегонтії було стратегічною поразкою. Серторій запропонував примирення, але Метелл оголосив нагороду за його голову.
Під Сегонтією серторіанці замкнули противника у долині. Серторій атакував військо Помпея й переміг. Загинули 6 тисяч помпеянців та квестор Гай Меммій. У той же час Перперна у сутичці з Метеллом втратив 5 тисяч убитими. Серторіанці відступили у гірську фортецю Клунія, звідки змогли вирватися й почати партизанську війну. Взимку Метелл відійшов у Нарбонську Галлію. До Помпея надійшли підкріплення.
У 74 році до н. е. відбувалися бої з Метеллом біля Більбіліса й Сегобриги. Помпею не вдалося взяти Паллантію. Біля Калагуріса він втратив 3 тисячі солдат.

## Загибель Серторія й завершення війни

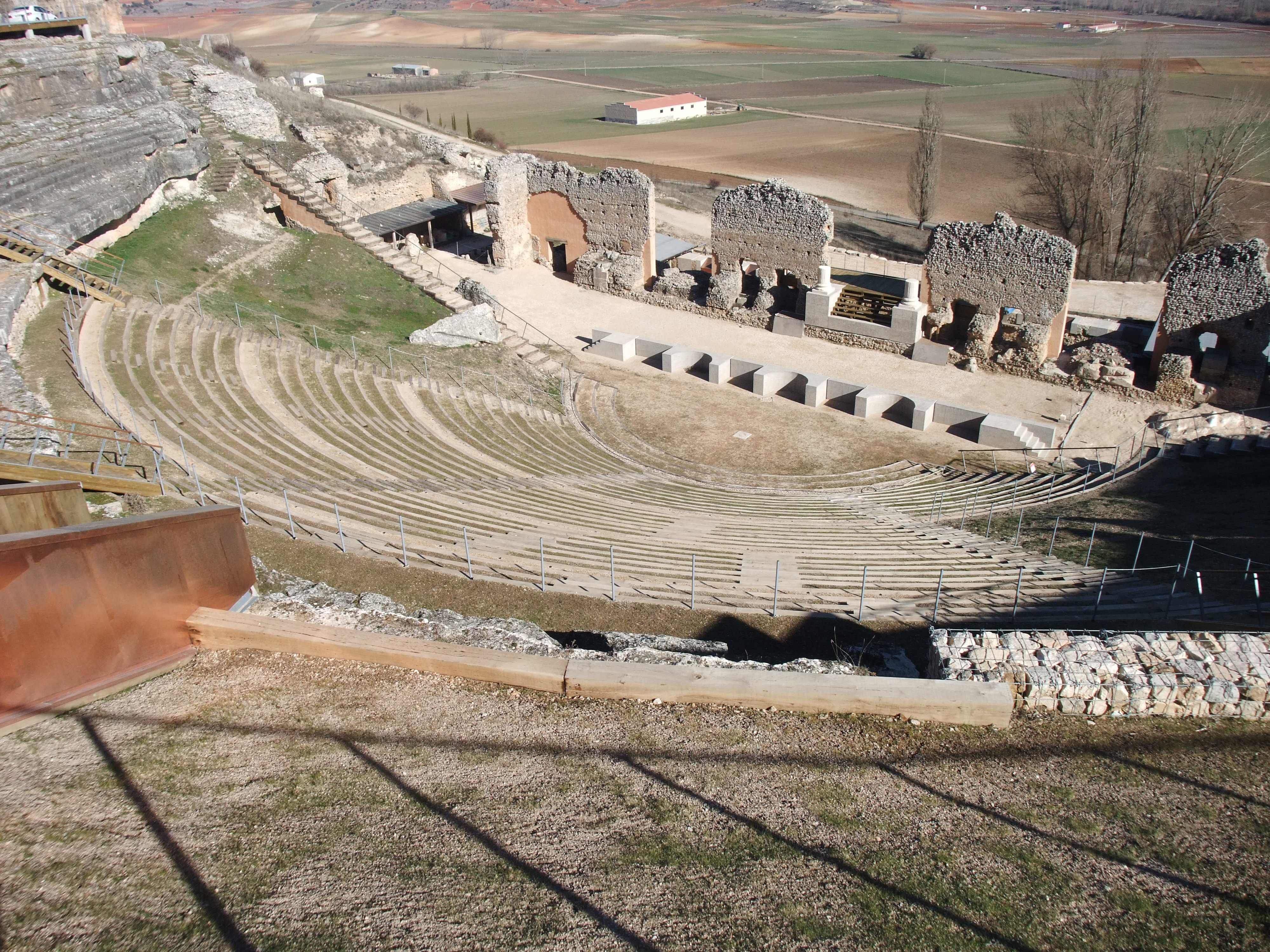
Руїни римського театру I ст. н. е. в Клунії

Після військових дій 75 року до н. е. Серторій почав репресії, руйнуючи поля зрадників, стративши або продавши у рабство учнів школи для знаті. За Аппіаном, він віддався насолодам та розкоші. Наближені Серторія змовилися проти нього. Перперна, учасник змови як і Тарквіцій, а також секретарі Меценат й Версій влаштували бенкет, на якому закололи Серторія (73 рік до н. е.).
Командування перейшло до Перперни, що був зазначений у заповіті Серторія як його наступник. Солдати були обурені вбивством їх вождя, а іспанські племена почали переходити на сторону Помпея, який помилував римських емігрантів.
За Плутархом, у вирішальній битві Помпей вислав вперед 10 когорт на чолі з Луцієм Афранієм, що заманили повстанців у засідку й розбили. Перперна заховався у хащах, «боячись своїх воїнів більше за ворожих». Його знайшли й відвели до Помпея, якому він обіцяв видати таємне листування Серторія з римськими політиками, але Помпей наказав його стратити.
Деякі повстанці втекли до Мавретанії, де загинули від рук місцевих, або до Сицилії, де вони були страчені намісником Гаєм Ліцинієм Верресом. До 71 року до н. е. Метелл Пій підкорював лузітанів, а Бетику обклав контрибуцією. До 70 року до н. е. Луцій Афраній воював з ареваками й васконами. Проконсули повернулись в Італію у 71 році до н. е. та відсвяткували тріумф.

## Підсумки й наслідки війни
У 70 або 69 році до н. е. за ініціативою народного трибуна Плавтія був прийнятий закон, що амністував учасників повстання Лепіда, які втекли до Серторія й самого Серторія. Помпей активно роздавав статус римського громадянства, закріплений спеціальним законом Гелія Корнелія у 72 році до н. е. В результаті Помпей став власником численної клієнтели, що стало йому в пригоді під час громадянських війн 40-х років І ст. до н.е. Зростання політичного впливу Помпея стало передумовою його зближення з опозицією та демонтажу сулланської політичної системи у 70 році до н. е.
Серторіанська війна стала визначним епізодом як громадянських війн у Римі, так і визвольного руху; етапом романізації Іспанії. Деякі міста були зруйновані, наприклад, Лаврон, проте виникли інші. Частину повстанців Помпей переселив у засноване ним місто Лугдунум Конвенарум. Він також заснував місто Помпелон (сучасна Памплона), Метелл — місто Метеллін (Медельїн) .
Створений Серторієм за надзвичайних обставин бюрократичний державний апарат сприяв уніфікації адміністративної та економічної системи місцевих общин. Зникають місцеві магістрати, монети з іберськими легендами, випущеними за римським стандартом .